# Dadan
 (octobre 2016).
Si vous disposez d'ouvrages ou d'articles de référence ou si vous connaissez des sites web de qualité traitant du thème abordé ici, merci de compléter l'article en donnant les références utiles à sa vérifiabilité et en les liant à la section « Notes et références ».

L'ancienne ville de Dadan, ou Dedan, ou Dedân (graphie de la Bible de Jérusalem), est située dans l'actuelle oasis d'Al-'Ula, dans le nord-ouest l'Arabie saoudite, dans la province de Médine, à environ 150 km au sud-ouest de Tayma.
Dadan a été la capitale de l'ancien royaume de Lihyan. En raison de son importance pour le commerce de l'encens, elle a été plus tard, au moins du IIe siècle av. J.-C. au début du Ier siècle apr. J.-C., sous la domination du royaume de Ma'in.

## Dadan dans la Bible
Jean-François Salles identifie trois séries de textes relatives à Dedan dans la tradition biblique : dans la Genèse d'abord, où son nom apparaît en tant que personnage dans la généalogie des Patriarches. Les origines de Dedân remonteraient à Noé (Gen. 10, 7) ou à Abraham (Gen. 25, 3). Dans les deux cas, Dedân est étroitement associée à Sheba (ou Saba). Cette phase ancienne est également évoquée dans les sources arabes (Yäqüt). 
Ensuite, le caractère caravanier d'un groupe humain nommé Dadanites apparaît dans le livre d'isaïe : « Dans la brousse, dans la steppe, vous passez la nuit, caravanes des Dedânites » (21, 13 : oracle sur les Arabes 45).
Dédan apparaît enfin dans l'évocation du commerce oriental que constitue la « complainte sur la chute de Tyr » d'Ezéchiel : « Les fils de Dedân trafiquaient avec toi ; des rivages nombreux étaient tes clients ; les défenses d'ivoire et l'ébène te servaient de paiement » (27, 15). Dadan fait aussi partie des villes contre lesquelles Jérémie prophétise (Dedân, Téma, Buz, tous les hommes aux tempes rasées 25:23).

## Recherches archéologiques
Dadan a été fouillée par les pères dominicains Antonin Jaussen et Raphaël Savignac, de l'école biblique et archéologique française de Jérusalem. Trois campagnes de fouilles (1907, 1909 et 1910) ont permis de dégager un intéressant patrimoine (statues, inscriptions ...).